# Netze
Die Netze (polnisch Noteć) ist der wichtigste Nebenfluss der Warthe. Sie ist 366 km lang und hat ein Einzugsgebiet von 17.240 km². Der Fluss entspringt in der Gemeinde Chodecz in der Woiwodschaft Kujawien-Pommern und mündet bei Santok in die Warthe. Der Lauf wird unterteilt:
- Der Oberlauf, 204 km lang, von der Quelle bis Naklo. Er verläuft mit Hauptrichtung nordwest und durchfließt den Jezioro Gopło (Goplo-See).
- Der Unterlauf, 187 km lang, folgt ab Naklo dem Thorn-Eberswalder Urstromtal in westsüdwestlicher Richtung bis zur Mündung.

## Name
Der Fluss wird 1234 als Nothes erstmals urkundlich erwähnt. Vor dem Slawischen dürfte er den Namen *Natusis gehabt haben, welches sich vom indogermanischen *nətu- mit der ungefähren Bedeutung „Ort zum Baden, Schwimmen“ ableiten könnte.

## Bromberger Kanal
Es besteht eine Kanalverbindung über Bromberg (Bydgoszcz) zur Weichsel, der Kanał Bydgoski, 1772 bis 1774 als Bromberger Kanal erbaut; er verbindet die Brda (Brahe), einen Nebenfluss der Weichsel, mit der Netze, die bei Zantoch (Santok) in die Warthe mündet. Da die Warthe in die Oder mündet, wird durch den Bromberger Kanal ein Schifffahrtsweg zwischen Weichsel und Oder hergestellt.

## Siedlungsgeschichte

### Um Czarnikau
Das Netzetal um Czarnikau mit sumpfigem Talboden und sandiger Waldumgebung war lange dünn besiedelt. Gegen Ende des 16. Jahrhunderts siedelten Deutschsprachige, vor allem aus Brandenburg und Pommern. Diese Bewegung wurde von den lokalen Grundbesitzern initiiert um ihre Erträge zu vergrößern. Zuerst wurden Dörfer nördlich der Netze angelegt, wie Schönlanke (1580). Die erste Siedlung südlich der Netze, Kahlstädt, erhielt im Jahr 1600 ein Schulzenamt.

### Netzebruch
Der unterste Lauf des Flusses von der Einmündung der Drawa (Drage) an bildet das Netzebruch, eine moorige Bruchlandschaft, die vor dem 18. Jahrhundert kaum besiedelt war. Lediglich bei Zantoch und Driesen (Drezdenko) gab es Flussübergänge, an denen Befestigungsanlagen entstanden.
Im Mittelalter wurde entlang der Netze eine Reihe von Burgen errichtet, um das polnische Kernland nach Norden abzusichern. Mitte des 13. Jahrhunderts ging die untere Netze aus dem Besitz Polens in den der brandenburgischen Neumark über. Im Zuge der im 12. bis 14. Jahrhundert einsetzenden deutschen Ostsiedlung entstanden in der Sumpflandschaft einige deutsche Ansiedlungen. Die Mehrzahl der Neusiedler des trockengelegten Bruches waren deutschsprachige Einwanderer aus Westpreußen, das zuvor unter polnischer Hoheit gestanden hatte. Deren Anteil betrug fast zwei Drittel der Bevölkerung. Ein weiteres Zehntel waren Sachsen.
Als Kurfürst Joachim Friedrich 1603 die Festung Driesen errichten ließ, erfolgte eine erste planmäßige Besiedlung des Netzebruches. 1722 entstanden erste Pläne zu einer übergreifenden Trockenlegung der Sümpfe, doch bis 1728 baute man lediglich weitere neue Dörfer. In den Sümpfen gab es eine große Wildschweinpopulation, deren Fortbestand im Falle einer Trockenlegung offensichtlich Anlass zur Sorge gab. Auf die ihm vorgebrachten Bedenken reagierte König Friedrich Wilhelm I. mit der Bemerkung: Besser Menschen als Schweine. Die verheerenden Überschwemmungen im Warthebruch von 1736 waren Anlass zur Einsetzung einer Trockenlegungskommission, die 1738 ihre Arbeit aufnahm. Wasserbauingenieur und Oberdeichinspektor Simon Leonhard von Haerlem unterbreitete 1739 einen Vorschlag zur Melioration beider Brüche, der die Besiedlung des Netzebruches mit 82 Familien vorsah. Der Beginn der Arbeiten wurde durch den Siebenjährigen Krieg verhindert. 1763 erfolgte die Vermessung des Netzebruches und im Juni wurde mit der Trockenlegung begonnen, die 1769 beendet war. Die gesamten Arbeiten standen unter der Leitung des Domänenrates Franz Balthasar Schönberg von Brenkenhoff (1723–1780). Nach der Ersten Teilung Polens wurde die Gegend um den Fluss 1772 als Netzedistrikt ein Teil des Königreichs Preußen. Nach der Niederlage Preußens gegen Napoleon (s. Frieden von Tilsit) kam es 1807 vorübergehend zum neugegründeten Herzogtum Warschau, wurde aber nach dem Wiener Kongress 1815 wieder preußisch.
Wegen des unzureichenden Hochwasserschutzes wurden im 19. Jahrhundert mehrere Dämme, Deiche und Gräben errichtet. Zwischen 1872 und 1874 entstand der Hochwasserdamm Pollychen–Zantoch, der zur Trennlinie zwischen Warthe- und Netzebruch wurde. Doch auch weiterhin gab es in fast jedem Jahr Schäden durch Hochwasser. Aus diesem Grunde erließ der Reichstag im Jahre 1929 das Warthe- und Netze-Gesetz. Im Rahmen von Arbeitsbeschaffungsmaßnahmen für Arbeitslose wurden die Dämme verbessert und Schöpfwerke errichtet.

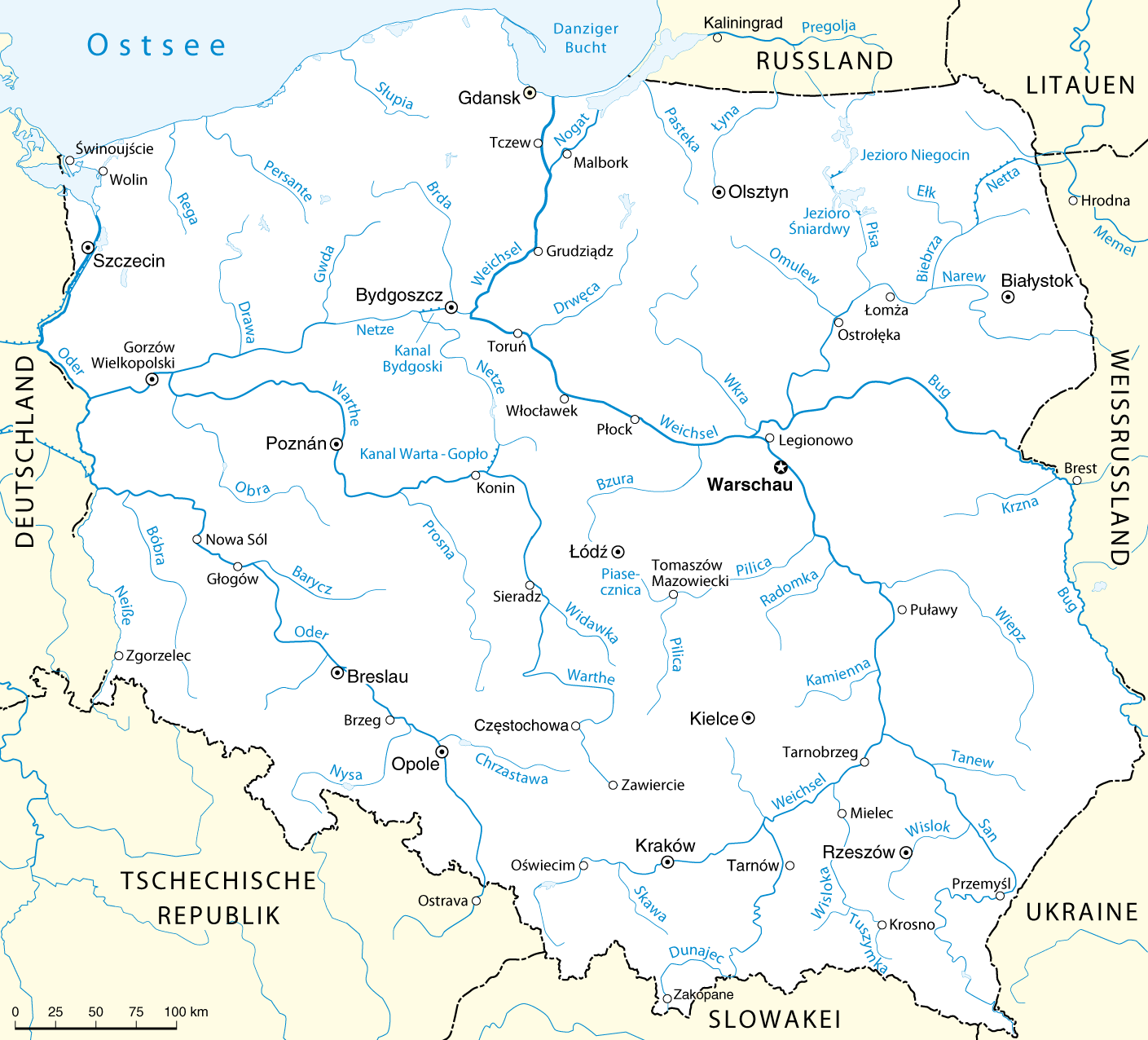
Lage der Netze in Polen (seit 1945)
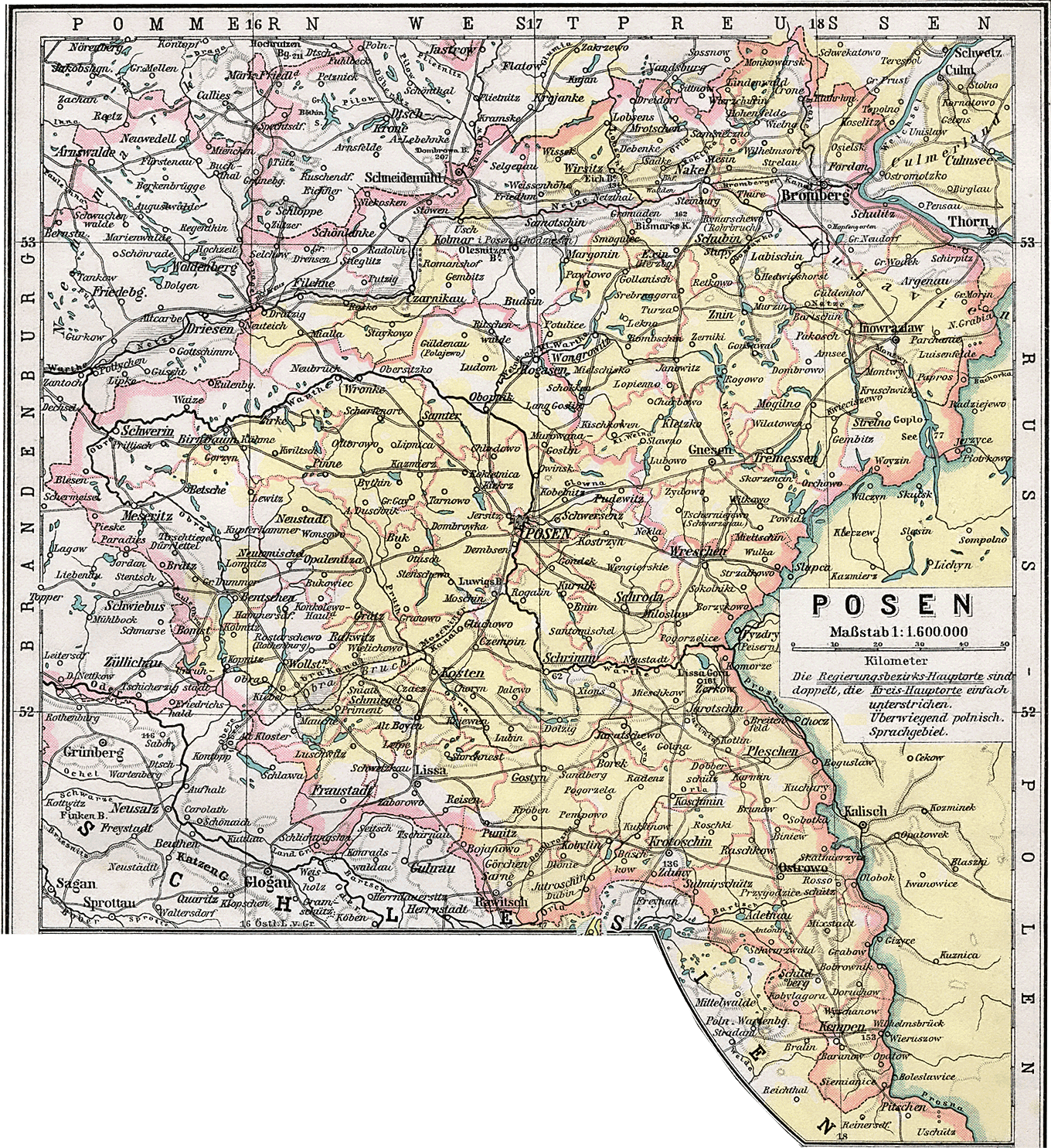
Verlauf der Netze vom Goplo-See bis zu ihrer Mündung